# Langues en Islande
La langue officielle de l'Islande est l'islandais, qui est la langue maternelle de 97 % de la population du pays.
L'anglais est la première langue obligatoire. L'anglais est parlé dans le pays par plus de 83 % de la population.
Le danois est la seconde langue obligatoire, tirant son importance du rapport historique qu'a entretenu l'île avec le Danemark duquel elle a obtenu son indépendance en 1944. Le danois est encore très parlé puisque 75 % des Islandais sont capables de communiquer dans cette langue.[réf. souhaitée]

## Statistiques diverses
- Langues des sites web en .is (2016)[4] : anglais 52 %, islandais 45 %
- Langues de consultation de Wikipédia (2013) : anglais 82 %, islandais 11 %
- Langues d'interface de Google Islande[5],[N 1] : islandais, anglais